# Microgaster nitidula
Microgaster nitidula är en stekelart som beskrevs av Wesmael 1837. Microgaster nitidula ingår i släktet Microgaster och familjen bracksteklar. Arten är reproducerande i Sverige. Inga underarter finns listade i Catalogue of Life.